# Esteban Ezcurra
Esteban Ezcurra Arraiza (Echauri, 21 de noviembre de 1888 - Pamplona, 22 de marzo de 1964) fue un político español y comandante jefe de los requetés de Navarra durante la Guerra Civil Española.

## Biografía
Propietario y militante tradicionalista navarro, el 30 de diciembre de 1918 había participado como representante del municipio de Echauri junto a Vicente Jáuregui en la Asamblea de Ayuntamientos navarros convocada por la Diputación Foral de Navarra para solicitar al gobierno de España la reintegración foral plena. Fue alcalde de Echauri y miembro del Consejo Foral Administrativo. Proclamada la Segunda República Española, se mostró favorable al Estatuto Vasco-Navarro, aunque finalmente votaría en contra en 1932. El 2 de septiembre de 1931 fue proclamado presidente de la Federación Católico-Social de Navarra.
Como jefe de requetés del Valle de Echauri en 1936, su casa sirvió de punto de reunión del General Mola con dirigentes del carlismo en la preparación del alzamiento contra la República. Iniciada la Guerra Civil, el 7 de agosto fue ascendido a comandante jefe de requetés de Navarra y en abril de 1937 presidió la asamblea de la Junta Carlista de Guerra que dio el visto bueno a la unión entre Falange y Requeté, enviando el siguiente telegrama de adhesión al general Franco tras el Decreto de Unificación:

Al felicitar a V. E. por magnífica alocución radiada, reiteramos adhesión entusiasta a Generalísimo Ejércitos Nacionales que encarna virtudes de la raza, espíritu de la nueva España tradicionalista. Ezcurra.

Ezcurra fue destituido como jefe de las Milicias del Requeté de Navarra en febrero de 1938, al ordenar a una de las Divisiones Navarras que se retirasen del frente de Teruel como protesta de que fuera utilizada como única fuerza de choque. La pretendida unión entre los falangistas y los requetés bajo su mando no había llegado a producirse, ya que éstos alegaban que los falangistas eran «rojos».